# John Trunley
John Thomas Trunley (14 de octubre de 1898 - 30 de septiembre de 1944) fue un artista de music hall británico y fenómeno de feria famoso por su obesidad y presentado como The Fat Boy of Peckham. 

## Trayectoria
Ganó peso rápidamente, alcanzando los 13 kg con siete meses. A los cuatro años pesaba 76 kilos y fue examinado por el eminente doctor, Sir Frederick Treves. Cuando empezó el colegio a los seis años tenía un torso de 1,100 mm y una cintura de 1,200. Consiguió prominencia nacional cuando Lord Northcliffe publicó una historia crítica sobre la decisión del Consejo del Condado de Londres de extender una línea de tranvía 370 m porque Trunley ya no podía caminar hasta la escuela Reddins.
Poco después de esto empezó giras por Inglaterra bajo la administración de promotores como Fred Karno. Trunley aparecía en las salas de music hall cantando ante la audiencia " quiero ser un jockey". Después de la Primera Guerra Mundial negoció varios contratos para aparecer en películas en pequeños papeles. Se casó con la viuda Florence Weeden, que tenía un hijo, y tuvieron otro en común antes de Trunley morir de tuberculosis en 1944. Está enterrado en el Camberwell New Cemetery.